# SLFN12
SLFN12‏ (Schlafen family member 12) هوَ بروتين يُشَفر بواسطة جين SLFN12 في الإنسان.